# لیندناو (آلمان)
لیندناو (به آلمانی: Lindenau) یک شهر در آلمان است که در اوبرشپریوالد-لاوزیتس واقع شده‌است. لیندناو ۷۵۷ نفر جمعیت دارد.